# ماسای

پرچم قوم ماسای

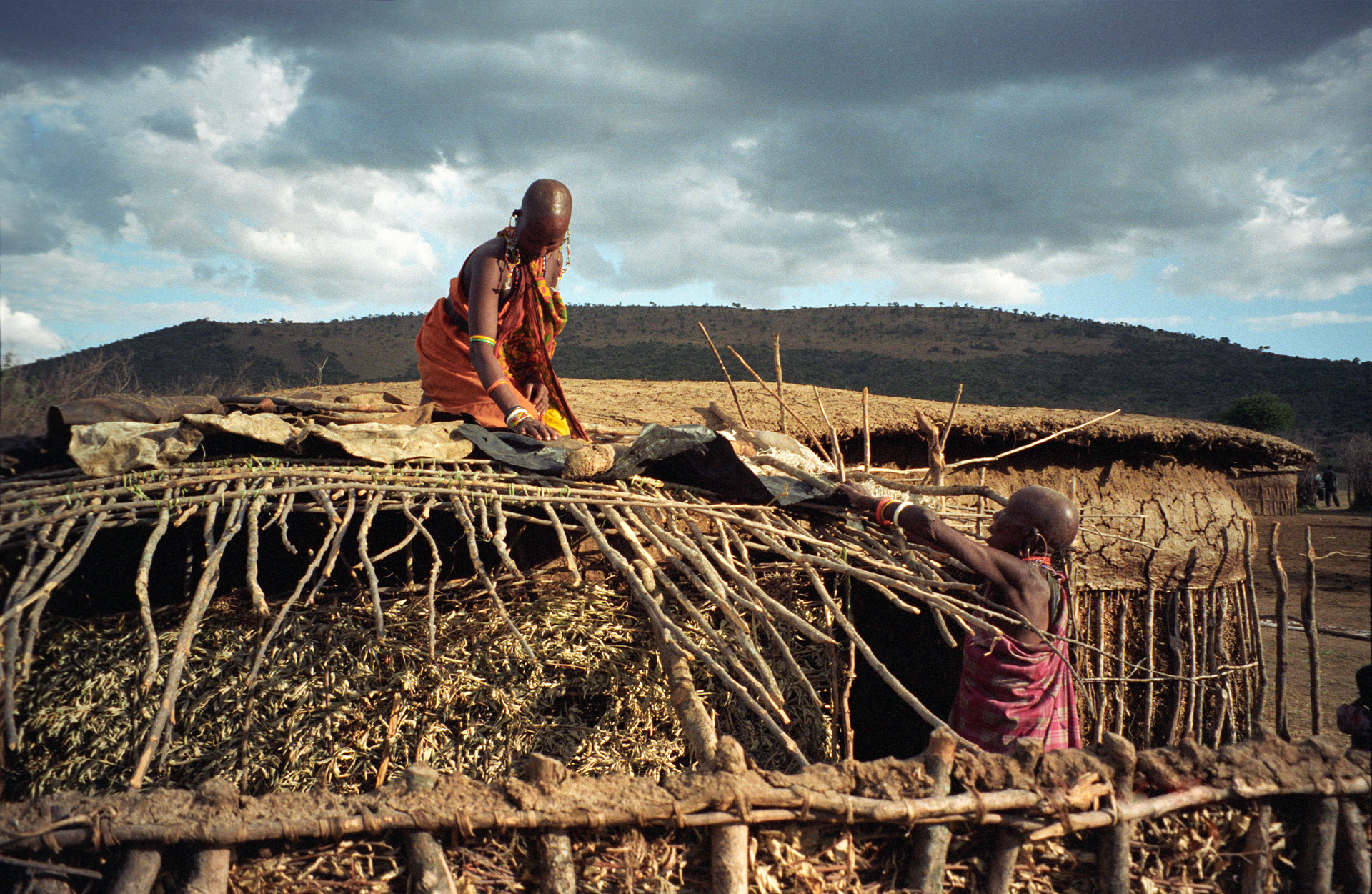
یک زن ماسای در حال تعمیر خانه در ماسای مارا

قوم ماسای یکی از مشهورترین اقوام آفریقایی هستند که در مرز میان کنیا و تانزانیا و در دشت‌های دامنه کوه کلیمانجارو زندگی می‌کنند و از تیره نیلوت می‌باشند. امروزه جمعیت آن‌ها به یک تا دو میلیون می‌رسد. این قوم که به‌طور سنتی جنگجو هستند حوالی سال ۱۵۰۰ میلادی از جنوب سودان به مکان کنونی زندگی خود مهاجرت کردند. ماسای‌ها قومی دامپرور و نیمه کوچ‌نشین بوده و از نظر سنت‌ها، پوشش و ظاهر تفاوت بارزی با اقوام بانتو و سایر اقوام ساکن آفریقای سیاه دارند. این قوم آنیمیست بوده و الهه‌ای به نام نگایی از جمله الهه‌هایی است که به آن اعتقاد دارند.

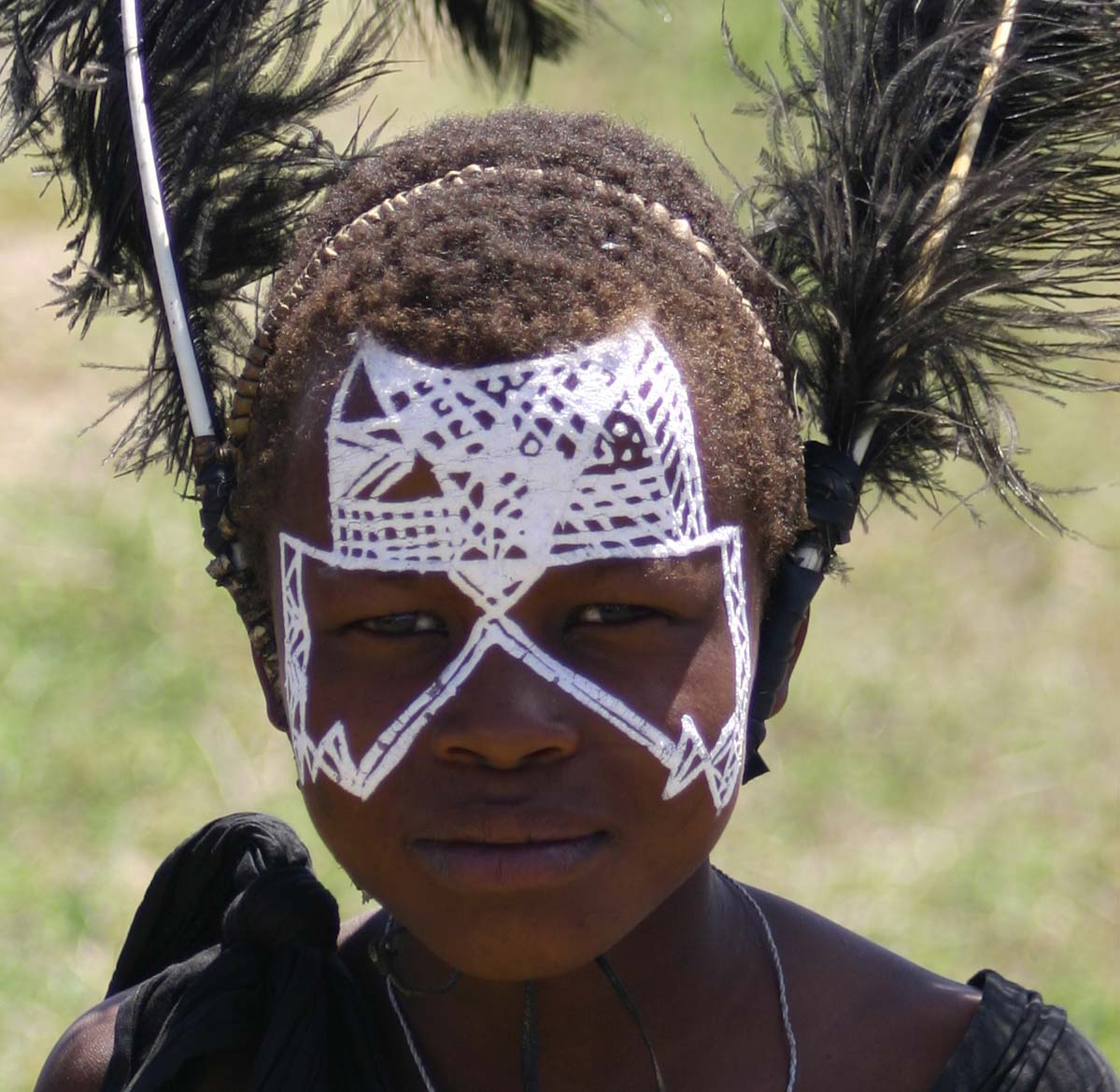
یک جوان ماسای

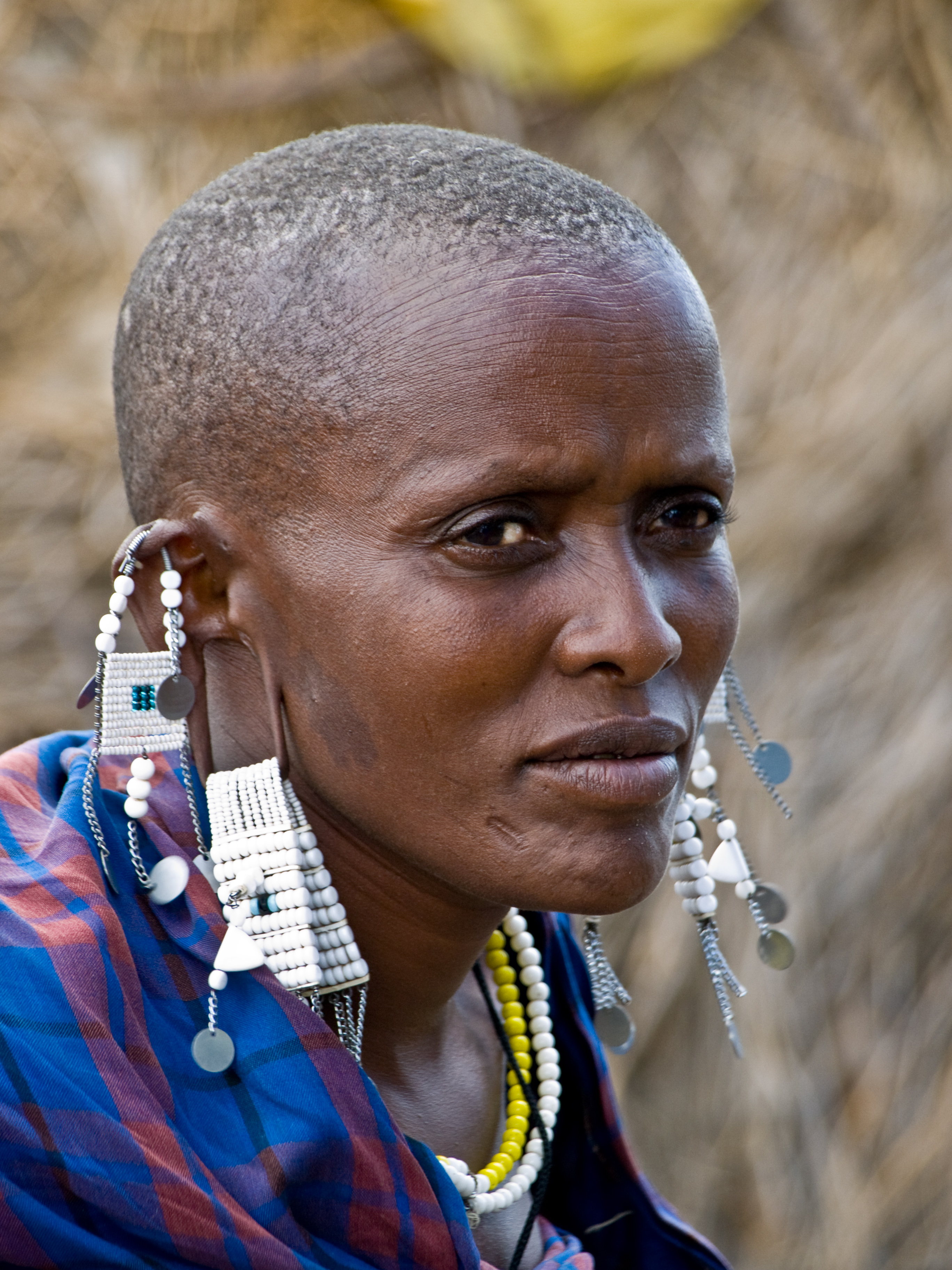
پُرتره یک زن ماسای، سر تراشیده، لاله گوش کشیده و زیورآلات، نمونه‌ای از فرهنگ زن ماسایی است.